# Tomo Hafner
Tomo Hafner (Jesenice, 19 luglio 1980) è un allenatore di hockey su ghiaccio ed ex hockeista su ghiaccio sloveno.

## Carriera

### Giocatore
Hafner ha giocato perlopiù in patria: a più riprese ha vestito la maglia dell'HK Jesenice, con cui ha vinto sei titoli sloveni e due Interliga; le altre squadre slovene con cui ha giocato, oltre al farm team dello Jesenice, l'HD mladi Jesenice, sono state il Kranjska Gora, il Bled, il Triglav Kranj ed il Celje, con cui ha chiuso la carriera.
Lontano dal suo paese ha giocato nella nordamericana International Hockey League per la prima parte della stagione 2008-2009 e nel campionato olandese coi Ruijters Eaters Geleen (2012-2013). Nella stagione 2013-2014 ha cambiato tre squadre in tre campionati: lo Jaca in Spagna, l'HK Astana in Kazakistan e il Miskolci Jegesmedve JSE in MOL Liga.
Tra il 2004 ed il 2008 ha fatto stabilmente parte della nazionale slovena, con cui ha preso parte ad un torneo di qualificazione olimpica, un mondiale di Prima Divisione (2007) e tre mondiali élite (2005, 2006 e 2008).

### Allenatore
Nel 2019 è stato chiamato ad allenare il settore giovanile dei Milano Bears, venendo poi chiamato a guidare la prima squadra, militante nella terza serie italiana, per la stagione 2021-2022. Nella stagione successiva, a causa di problemi economici i Bears decisero di concentrarsi sul solo settore giovanile, e Hafner passò alla guida dell'altra compagine milanese in terza serie, gli Old Boys Milano. Parallelamente, Hafner assunse anche la guida delle selezioni Under-13 ed Under-15 dei Diavoli Sesto, in collaborazione coi Bears.

## Palmarès
- Campionato sloveno: 6

HK Jesenice: 2004-2005, 2005-2006, 2007-2008, 2008-2009, 2009-2010, 2010-2011
- Interliga: 2

HK Jesenice: 2004-2005, 2005-2006